# 笹沢左保
笹沢 左保（ささざわ さほ、1930年〈昭和5年〉11月15日 - 2002年〈平成14年〉10月21日）は、日本の小説家。本名は笹沢 勝（ささざわ まさる）。
テレビドラマ化されて大ヒットした『木枯し紋次郎』シリーズの原作者として知られ、推理小説、サスペンス小説、恋愛論などのエッセイ他、歴史書等も著し、380冊近くもの著書を残した。

## 来歴
詩人笹沢美明の三男として東京府淀橋町（現・東京都新宿区）にて出生。その後、神奈川県横浜市に移った。父は貿易商だった祖父の遺産を受け継いだが、財産を使い果たして貧困の中で育つ。子供の頃から探偵小説を愛読し、雑誌『ロック』の懸賞小説にも応募した。
横浜では関東学院高等部に通うが、家出を繰り返し、中退（資料によっては1948年卒とも記される）。
1952年、東京にもどり郵政省簡易保険局に勤務、労働組合の執行委員なども務め、この頃から、芝居の台本を試作している。
1958年、全逓信労働組合の機関誌『全逓新聞』の懸賞小説に応募した「ある犠牲」が入選。同年11月に飲酒運転の自動車に撥ねられ、全治8ヶ月の重傷を負い入院。入院前に探偵小説誌『宝石』の懸賞小説に応募していた短編「闇の中の伝言（のち「伝言」と改題）」「九人目の犠牲者（のち「九人目」と改題）」が、1958年12月増刊号に発表。
1960年、『週刊朝日』『宝石』共同短編小説コンクールに「勲章」が佳作入選。また退院後の療養中に執筆した初長篇『招かれざる客』が第5回江戸川乱歩賞候補次席となり、改稿版が1960年3月に刊行されて本格的な小説家デビューを果たした。この年には『霧に溶ける』『結婚って何さ』『人喰い』の3長編を矢継ぎ早に発表。1961年、『人喰い』で第14回日本探偵作家クラブ賞を受賞、郵政省を退職して作家専業となる。『空白の起点』『真昼に別れるのはいや』（1961年）、『暗い傾斜』、（1962年）『突然の明日』（1963年）など、ムーディでトリッキーな本格ミステリーの傑作・佳作を次々に発表し、「新本格派のホープ」と謳われ、みずからも新本格派と称していた（これは犯罪トリックの設定における本格派であるにくわえ、人物設定のリアリティー追及を意味した）。
筆名の左保は、夫人の名前（佐保子）からとったもの。デビュー当時の筆名は笹沢佐保だが、『招かれざる客』の単行本でデビューした翌年から左保と改めた。
1962年発表の短編「六本木心中」で、推理小説的な趣向を廃した現代小説に挑戦、同年下半期の直木賞候補にもなり、受賞確実との前触れすらあったが、結局は叶わなかった。（これ以前にも『人喰い』『空白の起点』で直木賞候補になっている）。この頃、笹沢は「本格派」を提唱しつつもも、殺しのないミステリーである作品を著作しており、心中もの三部作も、このとき生まれている。「六本木心中」は"少年少女の虚無の愛を描いた"作品で、推理小説に"人間不信のドラマ"を絡めたものだと評された。
1970年、『小説現代』の新・股旅小説と銘打たれたシリーズで発表した「見返り峠の落日」で時代小説にも進出。翌年「赦免花は散った」から書き継がれた『木枯し紋次郎』シリーズは、中村敦夫主演でテレビドラマ化され、一大ブームを巻き起こすほどの人気作となった。
その後も、現代ものでは、誘拐ミステリーの傑作『真夜中の詩人』（1972年）、『遥かなりわが愛を』（1976年）などアリバイ崩しと歴史推理を融合した伊勢波シリーズ、誘拐ものとタイムリミット・サスペンスを融合した『他殺岬』（1977年）、密室トリックが巧緻な『求婚の密室』、1990年以降も2時間サスペンスドラマでお馴染みのタクシー・ドライバー探偵夜明日出夫が活躍するシリーズ『アリバイの唄』などや、『取調室』シリーズ等、数多くの傑作・話題作を発表。またミステリーに官能小説の要素を取り入れた、官能サスペンスの分野を切り開き、『悪魔の部屋』ほか続編からなる「悪魔シリーズ」で官能サスペンスの書き手として名声を馳せた時期もあった。
ミステリー手法を積極的に取り入れた時代小説でも『さすらい街道』『地獄の辰無残捕物控』（1972年、「地獄の辰捕物控」としてテレビドラマ化）、『半身のお紺』シリーズ（1974年～）、『剣鬼啾々』（1976年）、『新大岡政談』（1979年）、『真田十勇士』（1980年）、『夢と承知で』（1985年）、『俳人一茶捕物帖』（1989年～）、『宮本武蔵』（1990年～）等、多くの傑作・話題作をものにした。作家活動中の42年間の作品は377冊に達する。
晩年は、紋次郎の架空の出生地三日月村に似た三日月町が佐賀県に実在すると知り、その場所で1987年療養入院。その後、隣接する富士町に自宅を構えて移り住んだ。1995年には佐賀市兵庫町に移動したが、のちにこの富士町の邸宅跡は笹沢左保記念館となっている。
以後その地で旺盛な執筆活動を継続し、九州さが大衆文学賞（笹沢左保賞）の創設・運営にも携わり後進を育てた（2017年、第24回の授賞をもって終了）。2001年に佐賀を離れ東京都小平市に戻り、2002年10月21日、東京都狛江市の病院で逝去した。
森村誠一は自身のウェブサイトで笹沢左保追悼式の様子をレポートし、サイト内で「笹沢左保特集」も公開した。森村は未完となった『海賊船幽霊丸』の最終章を加筆して、一周忌に刊行した。

### ミステリー作品と影響
最盛期には月産1,000～1,500枚に達することもあったほどの多作でありながら、"つねに新しい新機軸を生み出し"と百目鬼恭三郎の評にあるごとく、実験的な試みを多くの作品で行っているのは注目に値する。とりわけ、股旅物に推理小説の技巧である、どんでん返しや鮮やかなエンディングを取り入れたことは、よく知られる。
その他にも、極端に登場人物を少なくした『三人の登場人物』、官能サスペンスの試み『悪魔の部屋』、会話文のみで書かれたミステリー『どんでん返し』や『同行者』、アリバイ・トリックのどんでん返しがある『後ろ姿の聖像』、2人の探偵役が毎回異なる推理をぶつけ合い対決する連作『セブン殺人事件』、著者自身が探偵役となって活躍する『真夜中に涙する太陽』、四重交換殺人に挑んだ『霧の晩餐』等、このような作品は枚挙に暇がない。しかも成功作が多いという点でも、多作型の本格推理作家の中では異彩を放っている。
推理小説の特殊性に、強いこだわりを持っていた。推理小説が、本格であること（"謎とき"など）は最低必須であり、そこからさらにリアリティー等も追及しなければならない、それがこれからの"新本格"のあるべきかたちである、と持論を説いていた小松左京のSF長編『日本沈没』が日本推理作家協会賞候補になった際、選考委員の中で受賞に最も強く反対したのが笹沢であった。笹沢は江戸川乱歩賞の選考委員を務めていた際も、推理小説の枠が拡がりすぎて、本質が見失われつつある現状を憂いたコメントを繰り返している。1977年には、「風俗小説化の功罪」と題するエッセイで推理小説の風俗小説化を弾劾している。
2000年に有栖川有栖、二階堂黎人、綾辻行人ら若手推理作家が中心となって結成された「本格ミステリ作家クラブ」にも、会員として名を連ねた。有栖川は熱心な笹沢ファンで、その心酔ぶりは長編『マジックミラー』中の「アリバイ講義」や、『有栖川有栖の密室探求』などの著書からもよく窺える。笹沢が死去した時には、追悼文も寄稿している。

## 主な著作

### 現代ミステリー

#### 岬シリーズ
- 『他殺岬』1976年 光文社
- 『不倫岬』1978年 光文社
- 『無情岬』1979年 光文社
- 『逃亡岬』1981年 光文社
- 『愛人岬』1981年 光文社
- 『悪魔岬』1985年 光文社
- 『残照岬』1987年 光文社

#### 悪魔シリーズ
- 『悪魔の部屋』1981年 光文社
- 『悪魔の湖畔』1981年 光文社
- 『悪魔の関係』1982年 光文社
- 『悪魔の人質』1982年 光文社
- 『悪魔の沈黙』1983年 光文社
- 『悪魔の誘惑』1983年 光文社
- 『悪魔の処刑』1994年 光文社
- 『悪魔の階段』1996年 光文社

#### 曜日シリーズ
- 『女は月曜日に泣く』1983年 徳間書店
- 『日曜日には殺さない』1984年 徳間書店
- 『遅すぎた雨の火曜日』1984年 徳間書店
- 『闇は水曜日に訪れる』1985年 徳間書店
- 『さらば土曜日の北風』1987年 徳間書店
- 『悪女木曜日に死す』1988年 徳間書店

#### 夜明日出夫シリーズ
- 『アリバイの唄』1990年7月(講談社)
- 『夜明け』1990年9月(講談社ノベルス)
- 『昼下り』1991年2月(講談社ノベルス)
- 『夕暮れ』1991年8月(講談社ノベルス)
- 『追越禁止―ドライバー探偵夜明日出夫の事件簿』1991年11月(講談社ノベルス)
- 『一方通行―ドライバー探偵夜明日出夫の事件簿2』1992年7月(講談社ノベルス)
- 『生存する幽霊―タクシードライバーの推理日誌』2000年7月(徳間文庫)

#### 連作シリーズ
- 『セブン殺人事件』（短編集）1980年 実業之日本社 - 佐々木と宮本というバディもの連作。
  - 「日本刀殺人事件」
- 『どんでん返し』（短編集）1981年 徳間書店 - 「会話」だけで、物語が構成された連作ミステリ。
  - 「影の訪問者」 - 深夜に裸でロングブーツだけ履きコート姿で大学講師宅を訪れた美女。
  - 「皮肉紳士」 - 空港に向かうハイヤー車中という安楽椅子探偵もの。

#### その他
- 『招かれざる客』1960年 講談社
- 『霧に溶ける』1960年 東都書房
- 『結婚って何さ』1960年 東都書房
- 『人喰い』1960年 光文社
- 『死と挑戦』1960年 浪速書房
- 『空白の起点』1961年 光文社（旧題：『孤愁の起点』）
- 『炎の虚像』
- 『泡の女』1961年 東都書房
- 『真昼に別れるのはいや』1961年 桃源社
- 『暗い傾斜』1962年 角川書店
- 『突然の明日』1963年 朝日新聞社
- 『揺れる視界』1963年 東京文藝社
- 『死人狩り』1965年 徳間書店
- 『沖縄海賊』1965年 光文社（改題『海狼たちの夏』）
- 『真夜中の詩人』1972年 中央公論社
- 『三人の登場人物』1975年 実業之日本社
- 『遥かなりわが愛を』1976年 文藝春秋
- 『遥かなりわが叫び』1977年 文藝春秋
- 『異常者』1978年 サンケイ出版
- 『求婚の密室』1978年 光文社
- 『海の晩鐘』1979年 実業之日本社
- 『地下水脈』1979年 光文社
- 『後ろ姿の聖像』1981年 講談社
- 『仮面の月光』1982年 角川書店
- 『魔性の月光』1983年 角川書店
- 『ふり向けば霧』1987年 祥伝社
- 『霧の晩餐』1989年 祥伝社
- 『アリバイの唄』1990年 講談社
- 『取調室 静かなる死闘』1993年 光文社

### 時代小説

#### 新股旅小説シリーズ
- 『見かえり峠の落日』1970年 講談社

#### 木枯し紋次郎シリーズ (初刊本タイトル)
- 『赦免花は散った』1971年 講談社
- 『女人講の闇を裂く』1971年 講談社
- 『六地蔵の影を斬る』1972年 講談社
- 『暁の追分に立つ』1972年 講談社
- 『夜泣き石は霧に濡れた』1972年 講談社
- 『怨念坂を螢が越えた』1973年 講談社
- 『笛が流れた雁坂峠』1973年 講談社
- 『霧雨に二度哭いた』1976年 講談社
- 『命は一度捨てるもの』1976年 講談社
- 『三途の川は独りで渡れ』1977年 講談社
- 『二度と拝めぬ三日月』1977年 講談社
- 『奥州路・七日の疾走』1978年 講談社
- 『新・木枯し紋次郎 舞って散った峠花』1988年 講談社

#### 帰って来た紋次郎シリーズ
- 『帰って来た木枯し紋次郎』1996年 新潮社
- 『同じく人殺し』1996年 新潮社
- 『かどわかし』1997年 新潮社
- 『さらば手鞠唄』1998年 新潮社
- 『悪女を斬るとき』1999年 新潮社
- 『最後の峠越え』1999年 新潮社

#### 失脚 徳川幕閣盛衰記
1. 『寛永の遺臣たち』1993年12月 祥伝社
2. 『大老・酒井忠清と堀田正俊の闘い』1994年9月 祥伝社
3. 『柳沢吉保と新井白石の対立』1995年4月 祥伝社
4. 『吉宗独裁』1996年3月 祥伝社
5. 『改新派・田沼意次の深謀』1996年12月 祥伝社
6. 『黒船と最後の権力者たち』1997年9月 祥伝社

- 祥伝社文庫版

1. 『上巻 野望の下馬将軍』2002年1月 祥伝社文庫
2. 『中巻 将軍吉宗の陰謀』2002年3月 祥伝社文庫
3. 『下巻 黒船擾乱』2002年5月 祥伝社文庫

#### 宮本武蔵
1. 『武蔵敗れたり』1990年1月 文藝春秋
2. 『われ邪心ありき』1990年2月 文藝春秋
3. 『汚名晴らすに及ばず』1990年3月 文藝春秋
4. 『わが威光尊ぶべし』1990年8月 文藝春秋
5. 『われ死するなり』1991年2月 文藝春秋
6. 『縁断ちがたし』1991年8月 文藝春秋
7. 『疑心恐るべし』1992年3月 文藝春秋
8. 『われに兵法のみ』1992年8月 文藝春秋
9. 『女人忘れまじ』1993年5月 文藝春秋
10. 『信為すべし』1994年2月 文藝春秋
11. 『わが心安からず』1994年7月 文藝春秋
12. 『殺生に相違なし』1995年2月 文藝春秋
13. 『ただ独り歩め』1995年7月 文藝春秋
14. 『おのれも敵もなく』1995年12月 文藝春秋
15. 『兵法は不滅なり』1996年6月 文藝春秋

- 文春文庫版

1. 『天の巻』1996年10月 文春文庫
2. 『地の巻』1996年10月 文春文庫
3. 『水の巻』1996年11月 文春文庫
4. 『火の巻』1996年11月 文春文庫
5. 『風の巻』1996年12月 文春文庫
6. 『空の巻』1996年12月 文春文庫
7. 『霊の巻』1997年1月 文春文庫
8. 『玄の巻』1997年1月 文春文庫

#### 真田十勇士
1. 『天の巻』1980年9月 桃園書房
2. 『地の巻』1980年11月 桃園書房
3. 『風の巻』1981年5月 桃園書房

- 光文社文庫版

1. 『真田十勇士 巻の1』1989年1月 光文社文庫
2. 『真田十勇士 巻の2』1989年2月 光文社文庫
3. 『真田十勇士 巻の3』1989年3月 光文社文庫
4. 『真田十勇士 巻の4』1989年4月 光文社文庫
5. 『真田十勇士 巻の5』1989年5月 光文社文庫

- 双葉文庫版

1. 『真田十勇士 巻の1 猿飛佐助諸国漫遊』1997年2月 双葉文庫
2. 『真田十勇士 巻の2 大暴れ三好清海入道』1997年3月 双葉文庫
3. 『真田十勇士 巻の3 才蔵宮本武蔵を破る』1997年4月 双葉文庫
4. 『真田十勇士 巻の4 真田幸村大坂城入城』1997年5月 双葉文庫
5. 『真田十勇士 巻の5 戦場に散った勇士たち』1997年5月 双葉文庫

#### 疫病神捕物帳
- 『疫病神呑太』1991年10月 徳間書店
  - 徳間文庫版

1. 『疫病神捕物帳』1997年2月 徳間文庫
2. 『降って来た赤ン坊 疫病神捕物帳』1998年7月 徳間文庫

#### 夢と承知で
- 『夢と承知で 上 鼠小僧と歴史上の男たち異聞』1985年11月 読売新聞社
- 『夢と承知で 下 鼠小僧と歴史上の男たち異聞』1985年11月 読売新聞社
  - 光文社文庫版
- 『夢と承知で 上 鼠小僧と遠山金四郎』1991年11月 光文社文庫
- 『夢と承知で 下 鼠小僧と遠山金四郎』1991年11月 光文社文庫

#### 地獄の辰
1. 『地獄の辰・無残捕物控 首なし地蔵は語らず』1972年 カッパ・ノベルス
2. 『地獄の辰無残捕物控 続 岡っ引きが十手を捨てた』1972年 カッパ・ノベルス
3. 『東海道・無頼旅』1976年 カッパ・ノベルス

- 光文社文庫版

1. 『地獄の辰・無残捕物控 首なし地蔵は語らず』1985年11月 光文社文庫
2. 『地獄の辰・無残捕物控 岡っ引きが十手を捨てた』1985年12月 光文社文庫
3. 『地獄の辰・無残捕物控 明日は冥土か京の夢』1986年6月 光文社文庫

- 祥伝社文庫版

1. 『地獄の辰犯科帳』1999年4月 祥伝社文庫
2. 『地獄の辰無残帳』1999年9月 祥伝社文庫
3. 『地獄の辰非道帳』1999年12月 祥伝社文庫

#### 半身のお紺
1. 『半身のお紺 1 お怨み申しません』1974年 講談社
2. 『半身のお紺 2 さだめが憎い』1974年 講談社
3. 『半身のお紺 3 醒めて疼きます』1975年 講談社

- 光文社文庫版

1. 『女無宿人・半身のお紺 お怨み申しません』1986年11月 光文社文庫
2. 『女無宿人・半身のお紺 さだめが憎い』1986年12月 光文社文庫
3. 『女無宿人・半身のお紺 醒めて疼きます』1987年1月 光文社文庫

- 祥伝社文庫版

1. 『半身のお紺 女無宿人非情旅』2000年6月 光文社文庫
2. 『半身のお紺 女無宿人無残剣』2000年8月 光文社文庫
3. 『半身のお紺 女無宿人愛憎行』2001年6月 光文社文庫

#### 潮来の伊太郎
1. 『潮来の伊太郎 大利根の闇に消えた』1975年 読売新聞社
2. 『潮来の伊太郎 決闘・箱根山三枚橋』1975年 読売新聞社

- 光風社出版

1. 『潮来の伊太郎 大利根の闇に消えた』1982年8月 光風社出版
2. 『潮来の伊太郎 決闘・箱根山三枚橋』1982年10月 光風社出版

- 徳間文庫版

1. 『大利根の闇に消えた』1988年6月 徳間文庫
2. 『決闘・箱根山三枚橋』1988年7月 徳間文庫

#### 追放者・九鬼真十郎
1. 『江戸の夕霧に消ゆ 追放者・九鬼真十郎』1978年8月 桃園書房
2. 『美女か狐か峠みち 追放者・九鬼真十郎』1979年 桃園書房

- 徳間文庫版

1. 『江戸の夕霧に消ゆ』1989年5月 徳間文庫
2. 『美女か狐か峠みち』1989年6月 徳間文庫

#### 無宿人御子神の丈吉
1. 『無宿人御子神の丈吉 上』1972年 講談社
2. 『無宿人御子神の丈吉 中』1972年 講談社
3. 『無宿人御子神の丈吉 下の1』1973年 講談社
4. 『無宿人御子神の丈吉 下の2』1973年 講談社

- 徳間文庫版

1. 『無宿人御子神の丈吉 1』1987年10月 徳間文庫
2. 『無宿人御子神の丈吉 2』1987年11月 徳間文庫
3. 『無宿人御子神の丈吉 3』1987年12月 徳間文庫
4. 『無宿人御子神の丈吉 4』1988年1月 徳間文庫

#### 音なし源捕物帳
1. 『音なし源捕物帳 連作時代推理小説』1979年2月 光文社

- 富士見書房

1. 『音なし源捕物帳 1 花嫁狂乱』1987年12月 時代小説文庫
2. 『音なし源捕物帳 2 湯治場の女』1988年2月 時代小説文庫
3. 『音なし源捕物帳 3 盗まれた片腕』1988年3月 時代小説文庫
4. 『音なし源捕物帳 4 猫の幽霊』1988年4月 時代小説文庫
5. 『音なし源捕物帳 5 浮世絵の女』1988年5月 時代小説文庫

- 祥伝社版

1. 『闇狩り人犯科帳』1996年12月 ノン・ポシェット文庫
2. 『闇狩り人犯科帳 盗まれた片腕編』1997年7月 ノン・ポシェット文庫
3. 『闇狩り人犯科帳 嘲笑う墓編』1997年12月 ノン・ポシェット文庫
4. 『闇狩り人犯科帳 浮世絵の女』1998年6月 ノン・ポシェット文庫

#### 姫四郎流れ旅
1. 『東海道つむじ風 姫四郎流れ旅』1980年10月 光風社出版
2. 『中仙道はぐれ鳥 姫四郎流れ旅』1980年11月 光風社出版
3. 『甲州道しぐれ笠 姫四郎流れ旅』1981年1月 光風社出版
4. 『日光道狂い花 姫四郎流れ旅』1981年1月 光風社出版
5. 『裏街道片われ月 姫四郎流れ旅』1982年7月 光風社出版

- 姫四郎医術道中

1. 『嘉永二年の帝王切開』1990年3月 徳間文庫
2. 『嘉永三年の全身麻酔』1990年4月 徳間文庫
3. 『嘉永四年の予防接種』1990年5月 徳間文庫
4. 『嘉永五年の人工呼吸』1990年6月 徳間文庫
5. 『嘉永六年のアルコール中毒』1990年7月 徳間文庫

- 姫四郎流れ旅

1. 『東海道つむじ風』2023年2月 コスミック・時代文庫
2. 『中仙道はぐれ鳥』2024年1月 コスミック・時代文庫

#### 俳人一茶捕物帳
- 『俳人一茶捕物帳 涙の弥次郎兵衛』1989年9月 光文社
- 『青い春の雨 新・一茶捕物帳』1991年10月 角川書店
  - 角川文庫版
- 『新・一茶捕物帳 三日月に哭く』1993年1月 角川文庫
- 『新・一茶捕物帳 青い春の雨』1993年11月 角川文庫
  - 光文社文庫版
- 『俳人一茶捕物帳 瘦蛙の巻』1995年5月 光文社文庫
- 『俳人一茶捕物帳 名月の巻』1996年1月 光文社文庫
  - ケイブンシャ文庫版
- 『俳人一茶捕物帳 痩蛙の巻』2001年3月 ケイブンシャ文庫
  - 広済堂文庫版
- 『俳人一茶捕物帳 痩蛙の巻』2004年5月 広済堂文庫

#### 玄白歌麿捕物帳
- 『玄白歌麿捕物帳』1993年2月 光文社文庫
- 『地獄の女殺し 玄白歌麿捕物帳』1995年9月 光文社文庫

#### お助け同心
- 『お助け同心巡廻簿』1992年10月 産経新聞生活情報センター
  - ノン・ポシェット文庫版
- 『八丁堀・お助け同心秘聞 不義密通編』1995年10月 ノン・ポシェット文庫
- 『八丁堀・お助け同心秘聞 御定法破り編』1996年2月 ノン・ポシェット文庫
- 『お助け同心尾形左門次』2021年12月 コスミック・時代文庫

#### その他
- 『雪に花散る奥州路』1971年 文藝春秋
- 『戦乱 日本の歴史』1977年 小学館
  - 文春文庫版 1982年1月
- 『地獄を嗤う日光路』 1972年 文藝春秋
  - 文春文庫版 1982年4月
- 『さすらい街道』 1972年 講談社
  - 光文社文庫版 1988年8月
- 『風のように走った』 1974年 東京文芸社
  - 【改題】『天保・怪盗鼠小僧次郎吉』1988年12月 祥伝社ノン・ポシェット文庫
- 『剣鬼啾々』 1976年 文藝春秋
  - 文春文庫版 1987年11月/徳間文庫版 2002年7月
- 『剣士燃え尽きて死す 人間・沖田総司』1976年 新潮社
  - 新潮文庫版 1984年1月
- 『新大岡政談』1979年1月 新潮社
  - 新潮文庫版 1984年9月
- 『大江戸無頼』1980年5月 広済堂出版
  - 【改題】『旗本奴一代』1988年12月 新潮文庫
- 『同心暁蘭之介 江戸期の法律捕物控』1982年4月 サンケイ出版
  - 【改題】『北町奉行・定廻り同心控』1988年11月 ノン・ポシェット文庫
- 『野望将軍』 上下巻 1984年2月 集英社
- 『今朝もまた夢 平手造酒外伝』1986年 読売新聞社
- 『天鬼秘剣』 1988年11月 新潮社
  - 新潮文庫版 1991年9月/双葉社版 1997年5月/徳間文庫版 2002年1月
- 『寛政・お庭番秘聞』 1988年3月 ノン・ポシェット文庫
- 『文政・八州廻り秘録』 1988年5月 ノン・ポシェット文庫
- 『軍師竹中半兵衛』 1988年9月 角川文庫
- 『文久・清水の小政無頼剣』 1989年4月 ノン・ポシェット文庫
- 『花落ちる 智将・明智光秀』 1989年9月 新潮文庫
- 『一千キロ、剣が疾る』1990年10月 光文社
  - 【改題】『直飛脚疾る』1999年2月 光文社文庫
- 『浅井長政の決断 賢愚の岐路』 1990年10月 角川文庫
- 『狂乱 春の夜の夢 松尾芭蕉と八百屋お七』 1992年10月 光文社文庫
  - 【改題】『狂恋 二人の小町』2000年10月 徳間文庫
- 『家光謀殺 東海道の攻防十五日』 1993年3月 文藝春秋
  - 文春文庫版 1996年3月/光文社文庫 2000年5月
- 『家康誅殺始末記』 1994年12月 双葉社
  - Futaba novels版 1997年5月
- 『女人切腹』 1995年1月 光文社文庫
- 『小早川秀秋の悲劇』 1997年10月 双葉社
  - 双葉文庫版 2000年6月
- 『お不動さん絹蔵捕物帖』 2000年4月 光文社
  - 文春文庫版 1996年3月/光文社文庫 2005年1月
- 『定廻り同心 謎解き控』 2001年1月 祥伝社文庫
- 『定廻り同心 最後の謎解き』 2002年12月 祥伝社文庫
- 『海賊船幽霊丸』 2003年10月 光文社
  - 光文社文庫版 2006年3月

### 自伝的小説
- 『詩人の家』1979年 文藝春秋

### エッセイ
- 『愛し方愛され方の秘密』祥伝社 1978年
- 『明日はわが身 心ある親のために』いんなあとりっぷ社 1981年
- 『そんな恋ならやめなさい』『同 Part2』『同 Part3』PHP 1990、91、93年
- 『無知製造業・日本株式会社』角川書店 1990年
- 『ガンも自分 いのちを生ききる 僕のガン克服記』海竜社 1994年

## 映像化作品

### 映画
- 『女は復讐する』（1966年、松竹、主演:天知茂）（原作「空白の起点」）
- 『木枯し紋次郎』（1972年 東映、主演：菅原文太）
  - 『木枯らし紋次郎 関わりござんせん』（1972年 東映、主演：菅原文太）
- 『帰って来た木枯し紋次郎』（1993年 東宝、主演：中村敦夫）
- 『無宿人御子神の丈吉 牙は引き裂いた』（1972年 東宝、主演：原田芳雄） 
  - 『無宿人御子神の丈吉 川風に過去は流れた』（1972年 東宝、主演：原田芳雄）
  - 『無宿人御子神の丈吉 黄昏に閃光が飛んだ』（1973年 東宝、主演：原田芳雄）
- 『悪魔の部屋』（1982年 にっかつ、主演：中村れい子）

### TVドラマ

#### 連続ドラマ
- 『乗っていたのは二十七人』（1965年 NETテレビ）(原作「死人狩り」)
- 『木枯し紋次郎』（1972年 フジテレビ）
  - 『続・木枯し紋次郎』（1972-73年 フジテレビ）
  - 『新・木枯し紋次郎』（1977-78年 東京12チャンネル）
- 『笹沢左保 峠シリーズ』（股旅シリーズ）（1972年 フジテレビ）[42]
- 『地獄の辰捕物控』（1972-73年 日本教育テレビ）
- 『八州犯科帳』（1974年 フジテレビ）（原作「朝霧に消えた男」）
- 『同心暁蘭之介』（1981-82年 フジテレビ）
- 『女無宿人 半身のお紺』（1991年 テレビ東京）
- 『お助け同心が行く!』（1993年 テレビ東京）（原作「お助け同心巡回簿」）

#### 単発ドラマ
- 『姫四郎流れ旅』（1982年 フジテレビ）
- 『音なし源 さの字殺し』（1983年 フジテレビ）
- 『裏切りの報酬 追放者・九鬼真十郎』（1983年 フジテレビ）
- 『妻の疑惑』（1986年 日本テレビ 火曜サスペンス劇場）
- 『夢と承知で 鼠小僧大江戸青春絵図』（1988年 日本テレビ）
- 『遅すぎた男』（1991年、関西テレビ、現代推理サスペンス）
- 『伊勢湾・鳥羽… 海からの招待状』（1991年、関西テレビ、旅情サスペンス）
- 『霧』（1993年、関西テレビ、七つの離婚サスペンス）
- 『タクシードライバーの推理日誌』（1992年-2016年 テレビ朝日 土曜ワイド劇場）(原作「夜明日出夫」シリーズ)
- 『取調室』（1994-2003年 日本テレビ 火曜サスペンス劇場）
- 『家光謀殺 三代将軍に迫る謎の暗殺軍団!』（1995年 テレビ朝日）
- 『人情刑事・宮本清四郎 死を招く山百合』（2005年? テレビ東京 女と愛とミステリー）（原作「山百合殺人事件」）
- 『年末時代劇スペシャル 木枯し紋次郎 年に一度の手向け草』（2009年 フジテレビ）
- 『女取調官』（2011年-2016年 TBS）
- 『保険犯罪調査員 佐伯初音 空白の起点』（2016年 テレビ東京 水曜ミステリー9）（原作「空白の起点」）

## 漫画化作品
- 『木枯し紋次郎』作画：小島剛夕
- 『地獄の辰捕物控』作画：神田たけ志
- 『真田十勇士』作画：岡村賢二
- 『銀狼に孤独をみた』（＜潮来の伊太郎＞シリーズより）作画：かわぐちかいじ 脚色：久保田千太郎

## 他の活動

### 青年塾
1981年に著作200冊突破記念として書いた日本人論的エッセイ『明日はわが身』の世の中を憂える内容に、大きな共感が寄せられてベストセラーとなり、その主張を実践すべく1982年に「青年塾」を設立した。年内に200回の講演をこなし、各地でそれぞれの青年塾が誕生、総会員数8500人を数え、教育委員会やPTAなどの協力による青少年非行非行化防止の運動が推進された。

### 映画出演
- 『木枯し紋次郎』（1972年、中島貞夫監督） - 大国岩五郎（特別出演）
- 『温泉スッポン芸者』（1972年、鈴木則文監督） - 笹沢組長
- 『HOUSE／ハウス』（1977年、大林宣彦監督） - ヒロインの父親
- 『金田一耕助の冒険』（1979年、大林宣彦監督） - TV局のゲスト

### テレビ出演
- 中村敦夫主演のテレビドラマ『新・木枯し紋次郎』の第16話「二度と拝めぬ三日月」に、国定忠治役で出演している。
- クイズ番組『象印クイズ ヒントでピント』（テレビ朝日）の初代男性キャプテンを務めた（1979年3月4日（第1回） - 1979年6月17日（第16回））。
- 『火曜サスペンス劇場』（日本テレビ系列）で放送された『取調室』シリーズに1度カメオ出演している。これは、主人公の水木警部補を演じたいかりや長介の演技を大変気に入ったためであるとのこと。

## エピソード
- 執筆作業は、俯せの姿勢でペンを走らせるスタイルだった。デビュー前の入院中の執筆姿勢が、そのまま習慣になったという。執筆机も、腹ばいのような姿勢になるよう、高く調整されていた。常用するペンは、女性用の細いものだった。原稿用紙は講演のために日本全国を飛び回っていたため市販のものを愛用していた[43]。2018年に笹沢左保記念館で5枚の珍しい名前入り原稿が発見された[43]。
- 原稿の締切が迫って徹夜が3日続いた時、眠らないために違い棚を机代わりに、立って執筆した。中島梓のインタビューによると、編集者への嫌味という意味合いもあったという。
- 元日本テレビアナウンサーの倉持隆夫は学生時代に笹沢の書生を務めていたことがある。
- 品川庄司の品川祐の母親であるマダム路子と付き合っていた。

## 笹沢左保ライブラリー

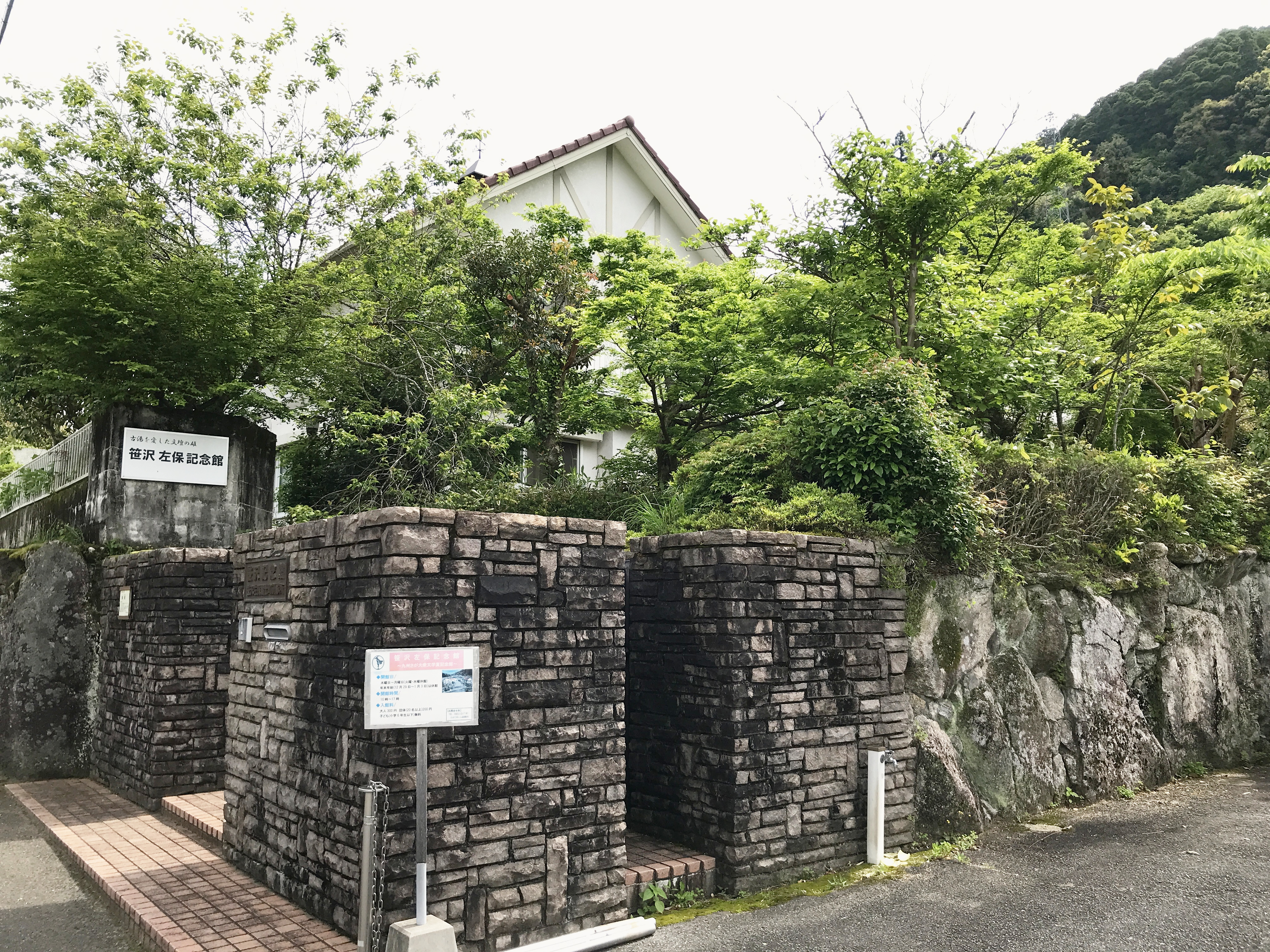
旧笹沢左保記念館（佐賀県佐賀市富士町）

笹沢は1988年（昭和53年）からの7年間、佐賀市富士町で居住していた。ミサワホーム佐賀本社が建設した建物で、同社が1995年（平成7年）に購入し、その居宅とアトリエを利用して2017年（平成29年）に笹沢左保記念館が本格的にオープンした。しかし、2025年（令和7年）2月に閉館となった。
2025年4月18日、旧記念館にあった所蔵品などをミサワホーム佐賀本社（佐賀市鍋島町）2階に移設し、笹沢左保ライブラリーとして開館することになった。